# Plainemont
Plainemont település Franciaországban, Haute-Saône megyében. Lakosainak száma 66 fő (2022. január 1.). Plainemont Anjeux, Ainvelle, Briaucourt, Conflans-sur-Lanterne, Dampierre-lès-Conflans, Jasney és La Pisseure községekkel határos.

## Népesség
A település népességének változása:
| Lakosok száma | 70   | 71   | 68   | 69   | 71   | 72   | 70   | 66   |
|               | 2013 | 2015 | 2017 | 2018 | 2019 | 2020 | 2021 | 2022 |